# くちづけだけじゃ君に伝えられない
『くちづけだけじゃ君に伝えられない』（くちづけだけじゃきみにつたえられない）は、BLOWの1枚目のアルバム。

## 内容
BLOW最大のヒット作となった。タイトル曲、シングル収録曲を含めて、作詞：沢村大和、作曲：野中則夫、編曲：鈴木英利という組み合わせで行った。ただし、「冬の写真」のみ、沢村による作曲。

## 収録曲
1. くちづけだけじゃ君に伝えられない
2. 僕らの上には空があるはずなのに
3. 好きで好きでたまらない (Album Version)
4. 少年の翼
5. ただ君だけを愛してた (Acoustic Version)
6. いつも君のそばで
7. 憂鬱なリズムで×××
8. 薔薇色のジェラシー
9. ANGEL NOISE
10. 冬の写真